# Peter Bürfent
Peter Bürfent (* 27. September 1970 in Bonn) ist ein ehemaliger deutscher Eishockeyspieler und heutiger Unternehmensberater.

## Karriere
Bürfent startete seine Karriere im Nachwuchs der Kölner EC und spielte in der Saison 1988/89 im Kader der Erstliga-Mannschaft, mit der er den dritten Rang der Deutschen Meisterschaft belegte. Danach wechselte er in die Oberliga, wo er von 1990 bis 1993 beim HEC Bonn spielte. Nach der Saison 1993/94, die er bei der Limburger EG verbracht hatte, wechselte er schließlich zum EHC Neuwied, wo er in der neu gegründeten 2. Bundesliga spielte und in der Saison 1996/97 den Aufstieg in die Deutsche Eishockey Liga nur knapp verpasste. Danach beendete Bürfent seine Profikarriere.
Seit 2003 ist der gelernte Mittelstürmer Vorstandsmitglied der Kölner Haie Traditionsmannschaft.
Peter Bürfent promovierte nach Studium in Köln und Santiago de Chile 1999 an der Universität zu Köln mit dem Thema „Rentenreformen in Lateinamerika“ zum Doktor der Wirtschaftswissenschaften (Dr. rer. pol).
Nach mehrjähriger Tätigkeit für Hauck &  Aufhäuser Privatbankiers KGaA in Frankfurt, München und Luxemburg, wechselte er anschließend zu deren Tochtergesellschaft Hauck & Aufhäuser Corporate Finance GmbH, wo er als Projektleiter für verschiedene Börseneinführungen und M&A-Transaktionen internationaler mittelständischer Unternehmen verantwortlich war. Anschließend wechselte er zur Coca-Cola Organisation, wo er als geschäftsführender Gesellschafter verschiedener Unternehmen der unabhängigen Konzessionäre tätig war. Er zeichnete verantwortlich für die erfolgreiche Fusion der unabhängigen Coca-Cola Konzessionäre mit der Coca-Cola Erfrischungsgetränke AG im Jahr 2007. Heute ist er geschäftsführender Gesellschafter der Peter Bürfent GmbH & Co. KG, die an verschiedenen Unternehmen der Getränkeindustrie beteiligt ist. Außerdem ist er Mitglied in verschiedenen Gremien, u. a. im Beirat der Coca-Cola Erfrischungsgetränke AG, Berlin.
Seit 2008 ist Peter Bürfent zudem Gesellschafter der BHJ Corporate Finance – Dr. Peter Bürfent und Arnold H. Jahn GbR, einer in der Unternehmensberatung tätigen Gesellschaft.